# 富嶽百景
『富嶽百景』（ふがくひゃっけい）は、太宰治の短編小説・随筆。

## 概要
| 初出     | 『文体』1939年2月号、3月号              |
| 単行本   | 『女生徒』（砂子屋書房、1939年7月20日） |
| 執筆時期 | 1938年12月上旬～12月20日頃              |
| 原稿用紙 | 20枚                                    |

## 執筆の前後

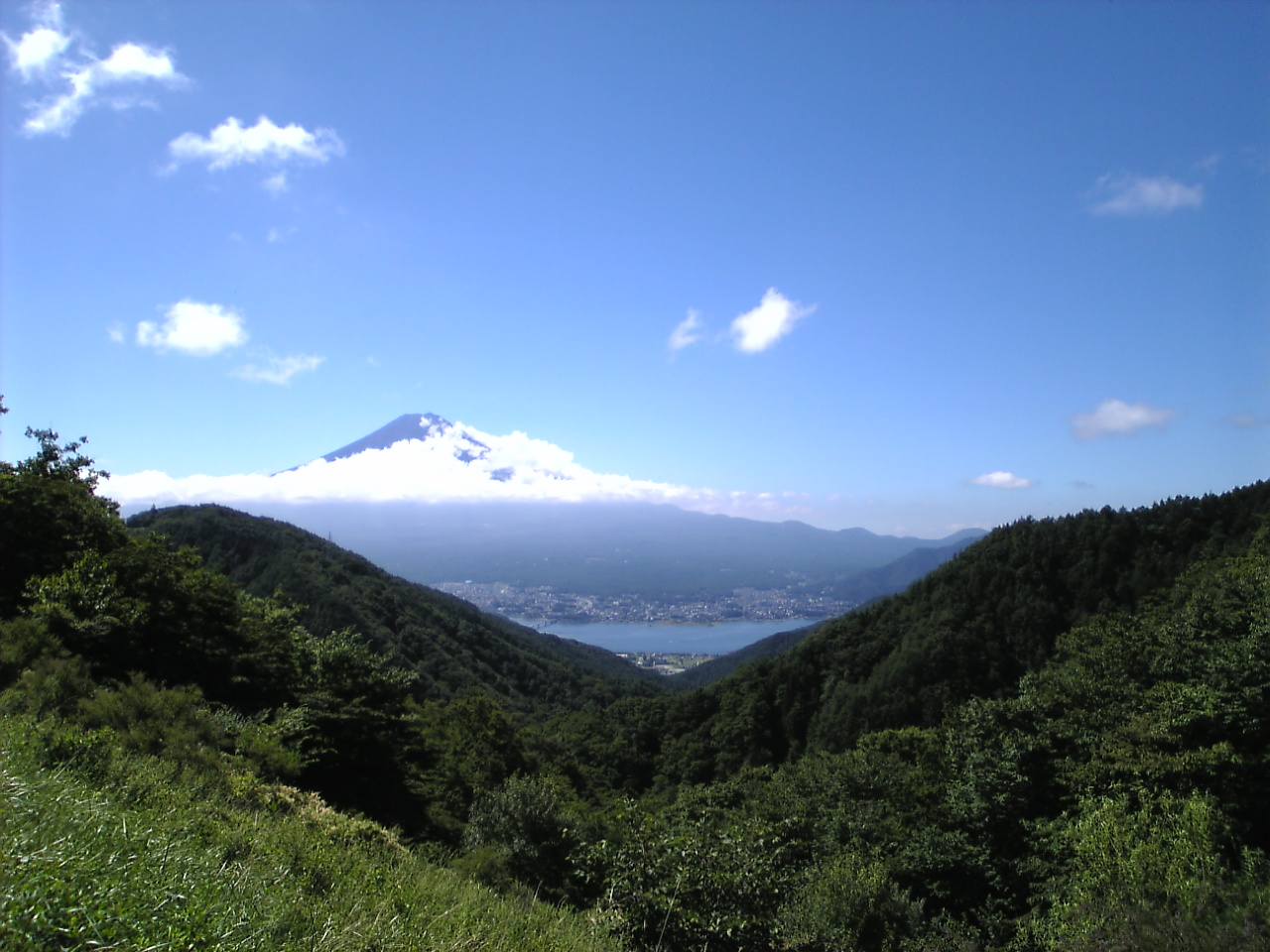
御坂峠

1938年（昭和13年）7月上旬頃、太宰の身の回りの面倒をみていた中畑慶吉と北芳四郎が、井伏鱒二に太宰の結婚相手の世話を依頼する。井伏の広島県立福山中学校（現・広島県立福山誠之館高等学校）の同期生の弟が東京日日新聞の記者をしており、そこからたどる縁で甲府市に住む石原美知子との結婚話が始まった。美知子は地質学者・石原初太郎の四女で、山梨県立都留高等女学校（山梨県立都留高等学校の前身の一つ）の教諭を務めていた。
1938年（昭和13年）9月13日、太宰は、井伏鱒二の勧めにより山梨県南都留郡河口村（富士河口湖町河口）の御坂峠にある土産物屋兼旅館である天下茶屋を訪れる。井伏は7月末頃より天下茶屋に滞在していた。
9月18日、太宰は井伏の付き添いで、甲府市水門町（朝日一丁目）に居住する石原美知子と見合いを行なう。太宰はただちに結婚を決意したという。11月6日、美知子と婚約。11月16日、甲府市竪町（朝日五丁目）の下宿屋である寿館に移る。12月24日、美知子は山梨県立都留高等女学校を依願退職。
1939年（昭和14年）1月6日、甲府市御崎町（朝日五丁目）の借家に移転。1月8日、杉並区の井伏宅で結婚式を挙行。
「富嶽百景」は、長編「火の鳥」を作成すべく、井伏鱒二の逗留する天下茶屋に3ヶ月間いる間に起こったことを小説にしている。太宰は同年9月1日、甲府から三鷹へ転居。「火の鳥」は未完に終わったが、甲府時代に「黄金風景」「女生徒」「葉桜と魔笛」「八十八夜」「畜犬談」などを著し、『愛と美について』（竹村書房）と『女生徒』（砂子屋書房）の2冊の作品集を上梓している。

## あらすじ
昭和十三年の初秋、思いを新たにする覚悟で、かばん一つ提げて旅に出た「私」は、師の井伏鱒二が滞在する、甲州御坂峠の天下茶屋に身を寄せる。そこは嫌でも向き合わなければならないほど、富士がよく見える場所であった。あまりに「おあつらえ向き」だとして、富士にあまり良い印象を抱かなかった「私」だが、旅先での出会いや自己との対話を通し、少しずつ富士に対する思いを変えてゆく。主人公は見合いをして、自分の仕事を評価してくれたことも契機として、結婚を決意する。そこには、主人公を慕って文学論議に訪れた青年との出会いもあった。甲州を去る前に見た富士は、これまで見ていた富士とは違った。

## 備考
- 『太宰治作品集 全10巻――〈文芸カセット 日本近代文学シリーズ〉――』（岩波書店、1988年6月6日）が発売されている。朗読は仲代達矢[3]。

- 新潮CD『富嶽百景／満願』（新潮社、2000年4月20日）が発売されている。朗読は日下武史[4]。

- 『富嶽百景〜遙かなる場所〜』（2006年5月公開）のタイトルで映画化されている。監督は秋原正俊。